# Henryk Stachowiak
Henryk Stachowiak (ur. 31 marca 1933 w Dechy, zm. 5 października 2022) – polski fizyk teoretyk zajmujący się teorią metali, związany z Instytutem Niskich Temperatur i Badań Strukturalnych Polskiej Akademii Nauk.

## Życiorys
W 1955 ukończył studia na Uniwersytecie Wrocławskim. W latach 1955-1958 odbył studia apiranckie w Instytucie Fizyki Polskiej Akademii Nauk. Tam w 1960 obronił pracę doktorską. W latach 1964-1965 przebywał na Uniwersytecie w Chicago, gdzie razem z Leopoldo Máximo Falicovem prowadził badania nad teorią efektu De Haas–Van Alphena. Od 1966 do końca kariery naukowej pracował w Instytucie Niskich Temperatur i Badań Strukturalnych Polskiej Akademii Nauk. W 1968 uzyskał na Uniwersytecie Wrocławskim stopień doktora habilitowanego na podstawie pracy Efektywne przewodnictwo elektryczne mieszanin polikrystalicznych oraz metali polikrystalicznych w polu magnetycznym. W 1977 uzyskał tytuł profesora nadzwyczajnego.
W Instytucie Niskich Temperatur i Badań Strukturalnych PAN kierował w latach 1977-1991 Zakładem Teorii Ciała Stałego, od 1992 Zakładem Teorii Metali, następnie do 2003 Zakładem Teorii Struktury Elektronowej. Zajmował się badaniami anihilacji pozytronów.
Opublikował wspomnienia Czas nieutracony (2011) oraz Program dla homo sapiens. Zapiski emeryta (2016).